# Sadok e Mártires de Sandomierz
O padre dominicano Sadok e seus 48 companheiros foram mortos pelos tártaros, a 2 de fevereiro de 1260, durante a invasão mongol da Europa. O local de sua morte foi a igreja de Santiago em Sandomierz..